# 비운의 여왕 매리
비운의 여왕 매리(Mary, Queen Of Scots)는 영국에서 제작된 찰스 재롯 감독의 1971년 영화이다. 바네사 레드그레이브 등이 주연으로 출연하였고 할 B. 월리스 등이 제작에 참여하였다.

## 출연

### 주연
- 바네사 레드그레이브
- 글렌다 잭슨

### 조연
- 패트릭 맥구한
- 티모시 달튼
- 나이젤 대번포트
- 트레버 하워드
- 대니얼 매시

## 제작진
- 미술: 로버트 카트라이트
- 미술: 테렌스 마쉬
- 의상: 마가렛 퍼스